# Jean-Claude Bédard
Jean-Claude Bédard est un artiste peintre et graveur figuratif jusqu'en 1958, abstrait ensuite, né le 28 novembre 1928 à Pau, installé au 17, Rue Campagne-Première dans le 14e arrondissement de Paris, mort le 18 mai 1982 à Paris.
Son nom est associé au monoïde, à l'art schématique, à la gravure linéaire dans l'art contemporain.

## Biographie

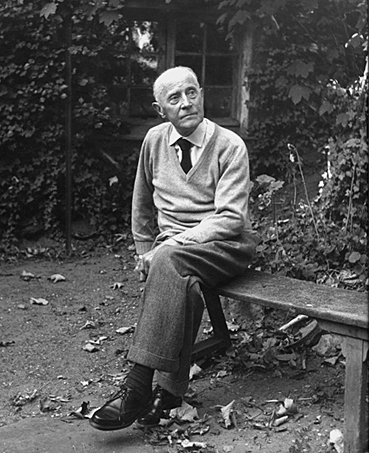
Jacques Villon

Jean-Claude Bédard est un peintre autodidacte si ce n'est qu'il bénéficie dans sa jeunesse des cours informels du peintre Armand Petitjean, habitué de séjours dans la région de Pau où il a fondé une Académie libre. Jean-Claude participe alors rapidement à plusieurs salons parisiens. Dans la capitale, le jeune artiste se noue d'amitié avec un grand aîné, Jacques Villon (« ils ont en commun une préoccupation de la construction »), puis en 1953 avec le restaurateur et collectionneur d'art Camille Renault dont il exécute plusieurs portraits, l'un d'eux rendu fameux dans le milieu des peintres par sa mise en couverture de la carte du restaurant de Puteaux.
Il est sélectionné pour le Prix Drouant-David de la Jeune Peinture en 1952 et 1954, pour le Prix de la Critique en 1956.

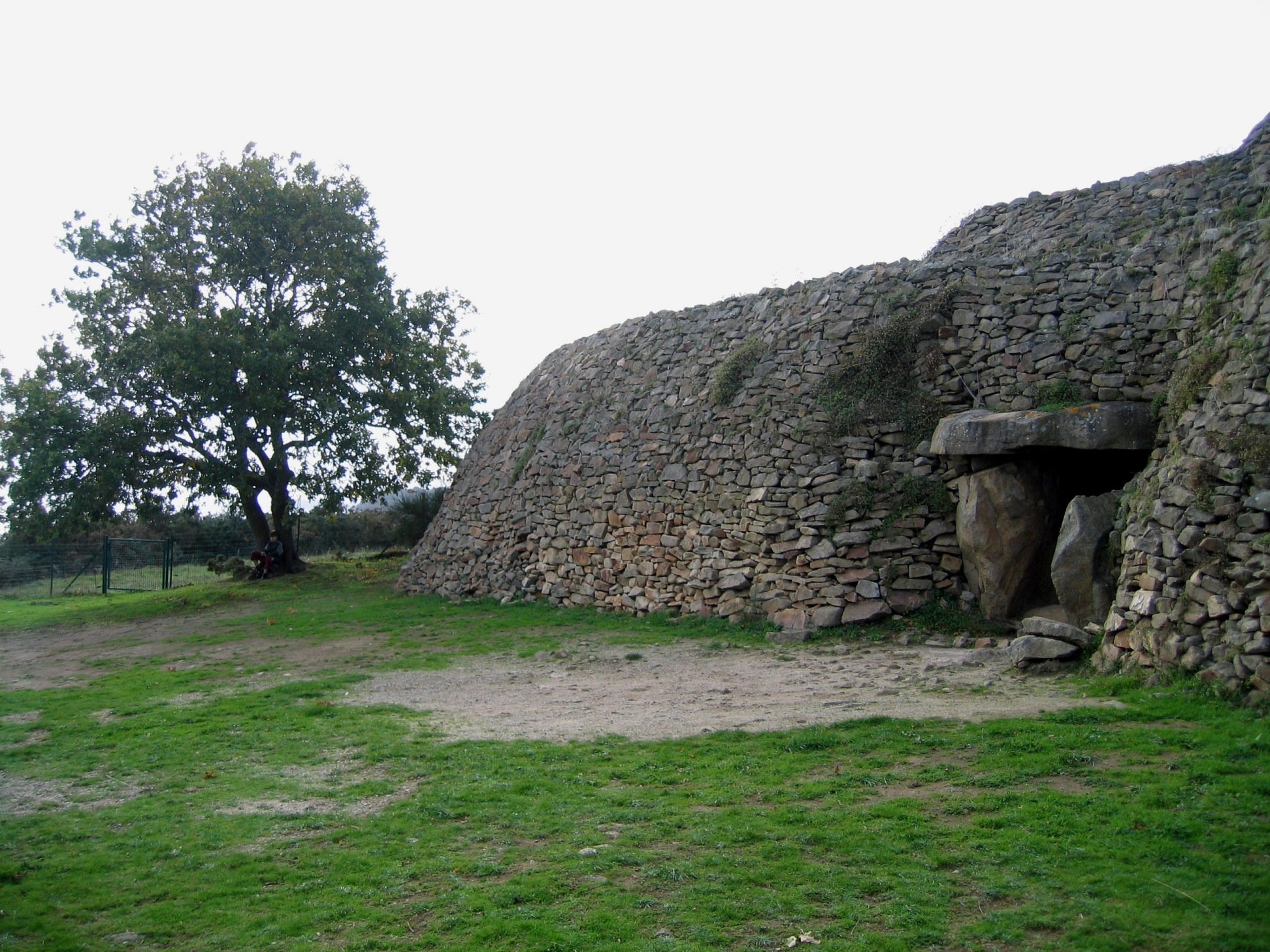
Cairn de Gavrinis

Le tableau envoyé par Jean-Claude Bédard au Salon des peintres témoins de leur temps de 1957 (Les Olympiades au Discobole grec, huile sur toile) est encore résolument figuratif. C'est de 1958 que date sa découverte des gravures du Cairn de Gavrinis (Morbihan) « qui le fascinent et affirment son style fait d'abstractions gestuelles entremêlant courbes et lignes ». La présentation de L'Ellipse, œuvre monumentale, à la Galerie des 4 saisons en juin 1960 consacrera son appartenance à l'abstraction lyrique.

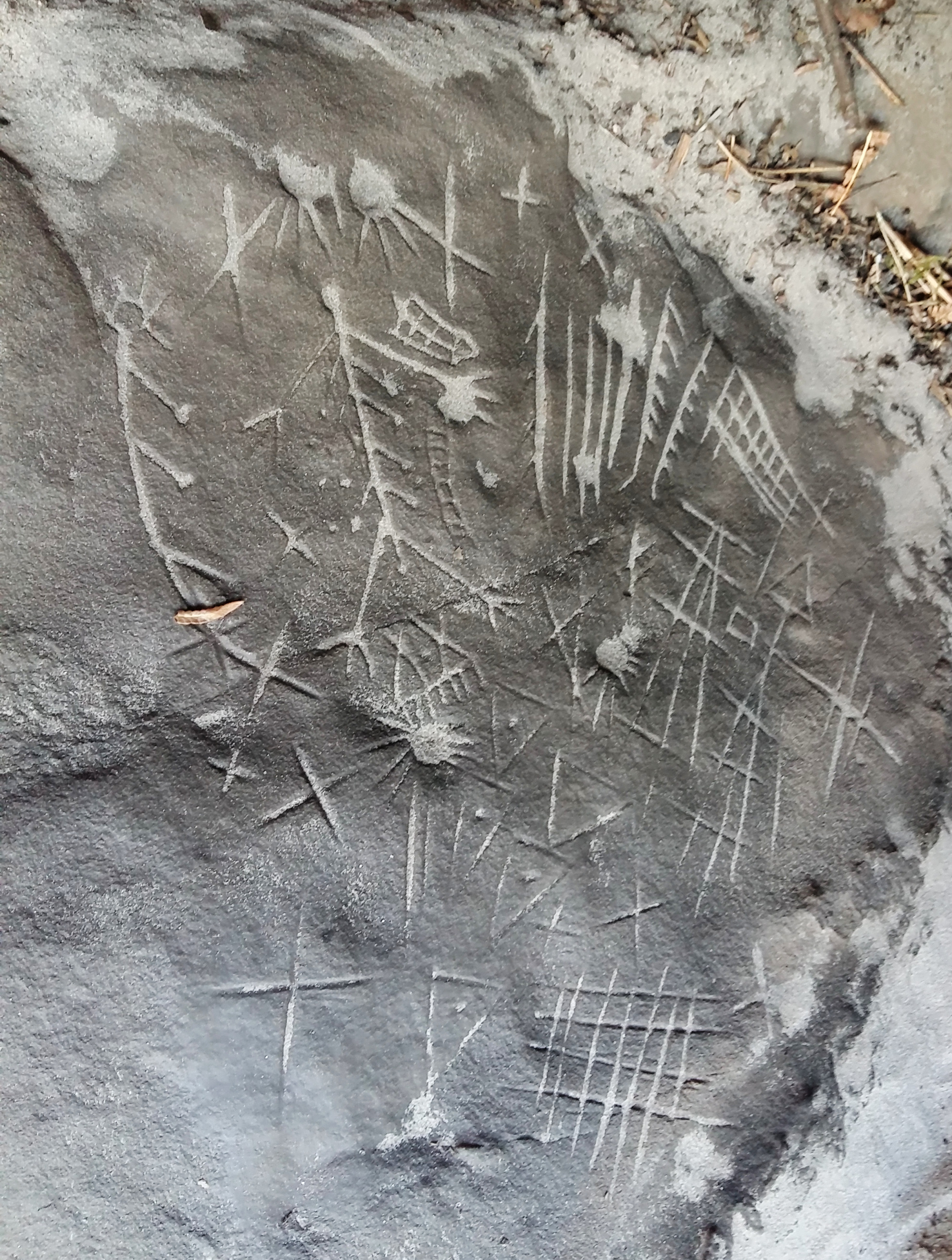
Gravure rupestre, Fontainebleau

À la suite de la découverte de ces gravures rupestres, Jean-Claude Bédard en vient à créer le néologisme de monoïde pour désigner son nouveau « système matriciel artistique », ce que lui-même appelle, expression qui fera le titre de son livre (voir rubrique Écrits ci-dessous), « l'art schématique ». Entreprenant simultanément des travaux d'archéologique de la gravure linéaire (l'étude des roches gravées de Fontainebleau en 1973) et une peinture désormais abstraite et aux titres métaphysiques (Présence, Hommage à Dante...), l'artiste leur découvre de grandes analogies: « Les thématiques de l'écriture idéographique populaire et celle de l'art abstrait sont identiques et ont la même origine, constate-t-il. Elles sont familières à notre mémoire collective et sont annonciatrices de l'art schématique ».
Jean-Claude Bédard n'a que 53 ans lorsqu'il est emporté par une cruelle maladie. Dans sa trop courte vie, il a croisé, réunis en une unique passion, l'art, l'archéologie et l'ethnologie pour nous laisser une œuvre justement perçue comme d'une « abstraction rigoureuse et savante ».

## Écrits
- Jean-Claude Bédard, Hommage à l'architecte Édouard Albert, dans Les Lettres françaises, 28 février 1968.
- Jean-Claude Bédard et Jacques-Émile Bertrand, Pour un art schématique: étude d'un monoïde graphique, Éditions de Beaune et Goutal-Darly, 1978.

## Expositions

### Expositions personnelles

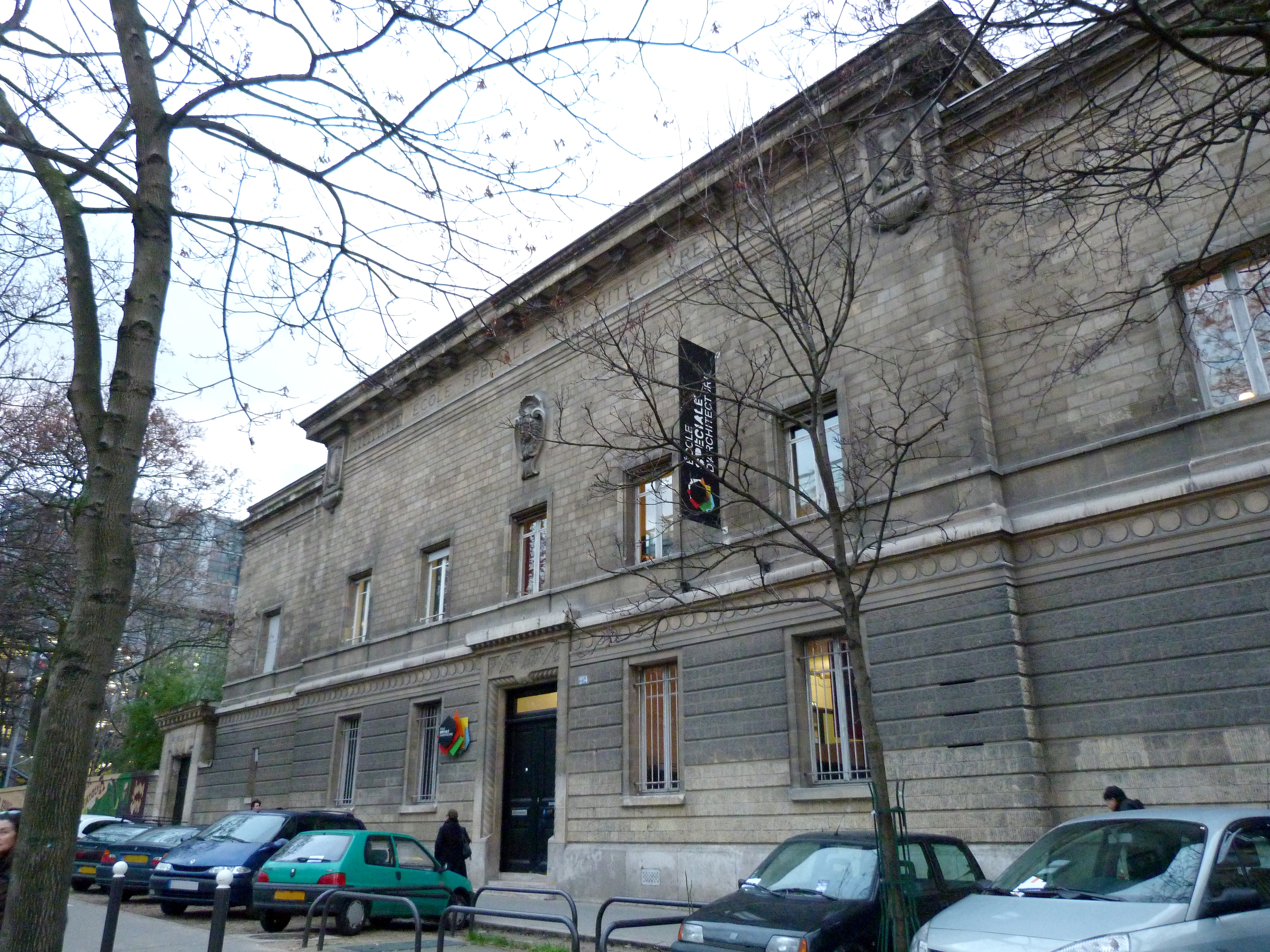
École spéciale d'architecture, Paris

- Rétrospective Jean-Claude Bédard, Cercle Volney, Paris, 1955 (catalogue avec texte de Jacques Villon).
- Galerie Monique de Groote, Paris, 1956[1].
- Méthode Bédard d'investigation plastique, Musée d'art moderne de la ville de Paris, 1964.
- École spéciale d'architecture, Paris, 1978.
- Jean-Claude Bédard - Les langages du Monoïde, hommage posthume, Centre national d'art et de culture Georges-Pompidou, Paris, décembre 1982.
- Galerie Franka Berndt Bastille, Paris, avril-mai 1987.

### Expositions collectives

Palais de la Méditerranée, Nice

- Salon de la Jeune Peinture, Paris, 1951, 1952, 1955, 1956[1].
- Salon d'automne, Paris, 1953[1].
- Salon des peintres témoins de leur temps, Musée Galliera, Paris, 1953, 1957.
- Salon des indépendants, Paris, 1956, 1958.
- Salon de la Société nationale des beaux-arts, Paris, 1959[1].
- Première Biennale de Paris, Musée d'art moderne de la ville de Paris, 1959[1].
- Dix ans de jeune peinture méditerranéenne, Palais de la Méditerranée, Nice, mars-avril 1960.
- Marc Boussac[12] Jean-Claude Bédard (L'Ellipse) et Charles Estienne, Galerie des 4 saisons, Paris, jeudi 16 et vendredi 17 juin 1960.
- De Bonnard à Baselitz, dix ans d'enrichissements du Cabinet des estampes, Bibliothèque nationale de France, Paris, 1992[13].

## Conservation

### Collections publiques
- Musée des beaux-arts de Menton (Alpes-Maritimes), Femme en jaune, huile sur toile 81x65cm, 1954-1955 (dépôt du Centre national des arts plastiques)[1],[14].
- Musée des beaux-arts de Nice, Paysage de Provence, huile sur toile 97x130cm, 1952 (dépôt du Centre national des arts plastiques)[1],[15].
- Département des estampes et de la photographie de la Bibliothèque nationale de France, Concept spatial d'orientation couleur, lithographie[13].

### Œuvres publiques
- Terrasse de la Faculté des sciences de Paris, 1966.
- Plafond du hall de la bibliothèque de la Faculté de Nanterre, 1969.
- Décor des façades du port d'attache de l'Argyronète à Marseille pour le Commandant Cousteau.

### Collections privées
- Camille Renault, Puteaux, Camille Renault, portrait d'été, huile sur toile 100x81cm[16].

## Réception critique
- « Il faut souligner la finesse de la palette de ce peintre qui travaille pourtant dans un atelier sans lumière du jour. » - Jean-Paul Crespelle[3]
- « A la Galerie Franka Berndt qui s'est fait une spécialité de mettre en valeur les recherches les plus ardues et les plus épurées, les tableaux de Jean-Claude Bédard témoignent d'une haute spiritualité, d'une démarche expérimentale méthodique et d'un processus quasi-scientifique. Quelques toiles suffisent à illustrer l'exploration des médianes et des diagonales du carré jusqu'à l'apparition du signe. Dit de cette façon, on pourrait redouter le développement à une échelle monumentale de sèches épures, mais il n'en est rien. Chez Jean-Claude Bédard on trouve la force, la couleur, le choc. Son style, à ce stade, est pur, dur, brutal parce que sans concessions. Et ses prolongements sont infinis. » - Georges Boudaille[17]